# Valles de Valdavia

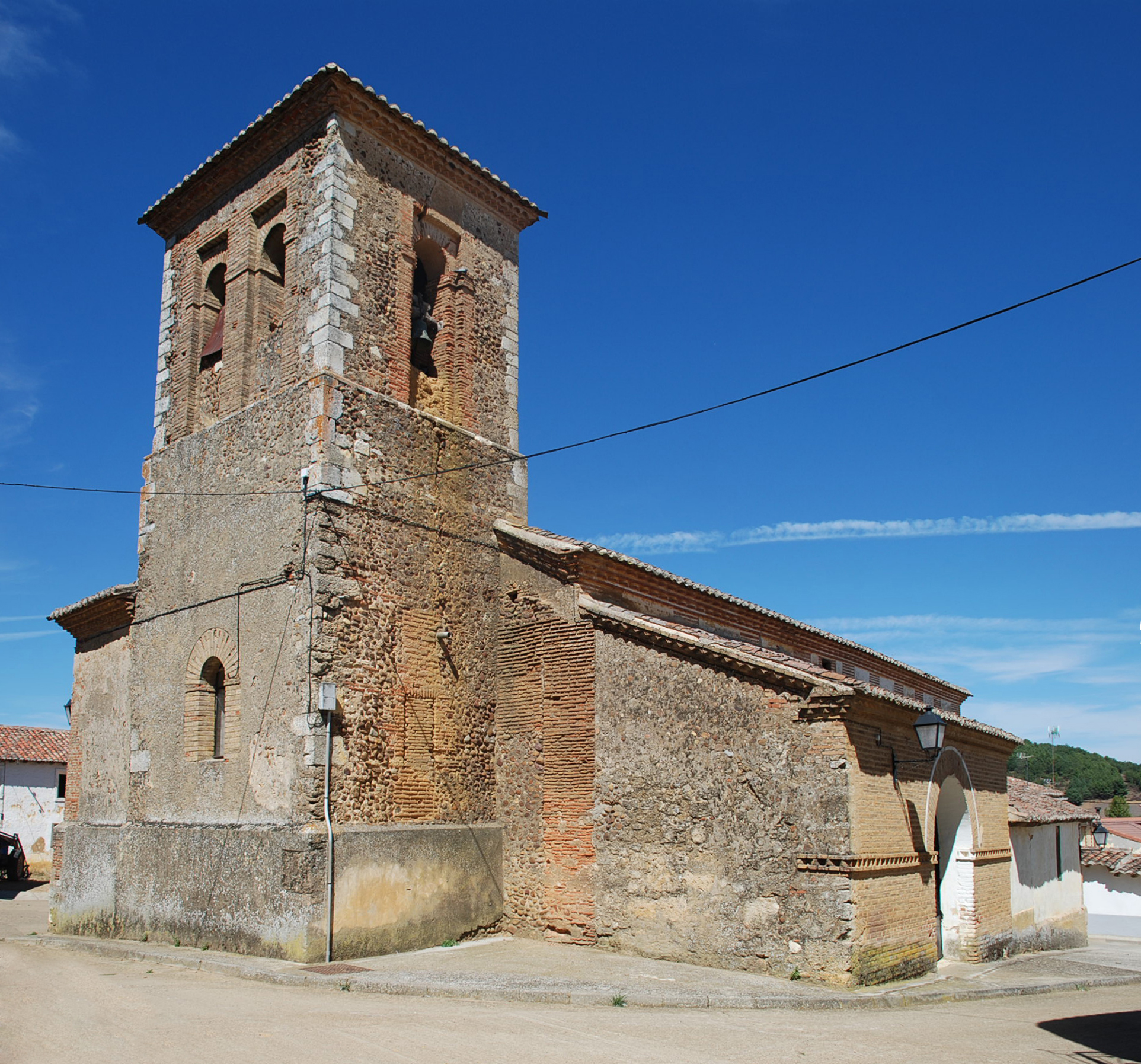
Iglesia de San Román en Valles de Valdavia.

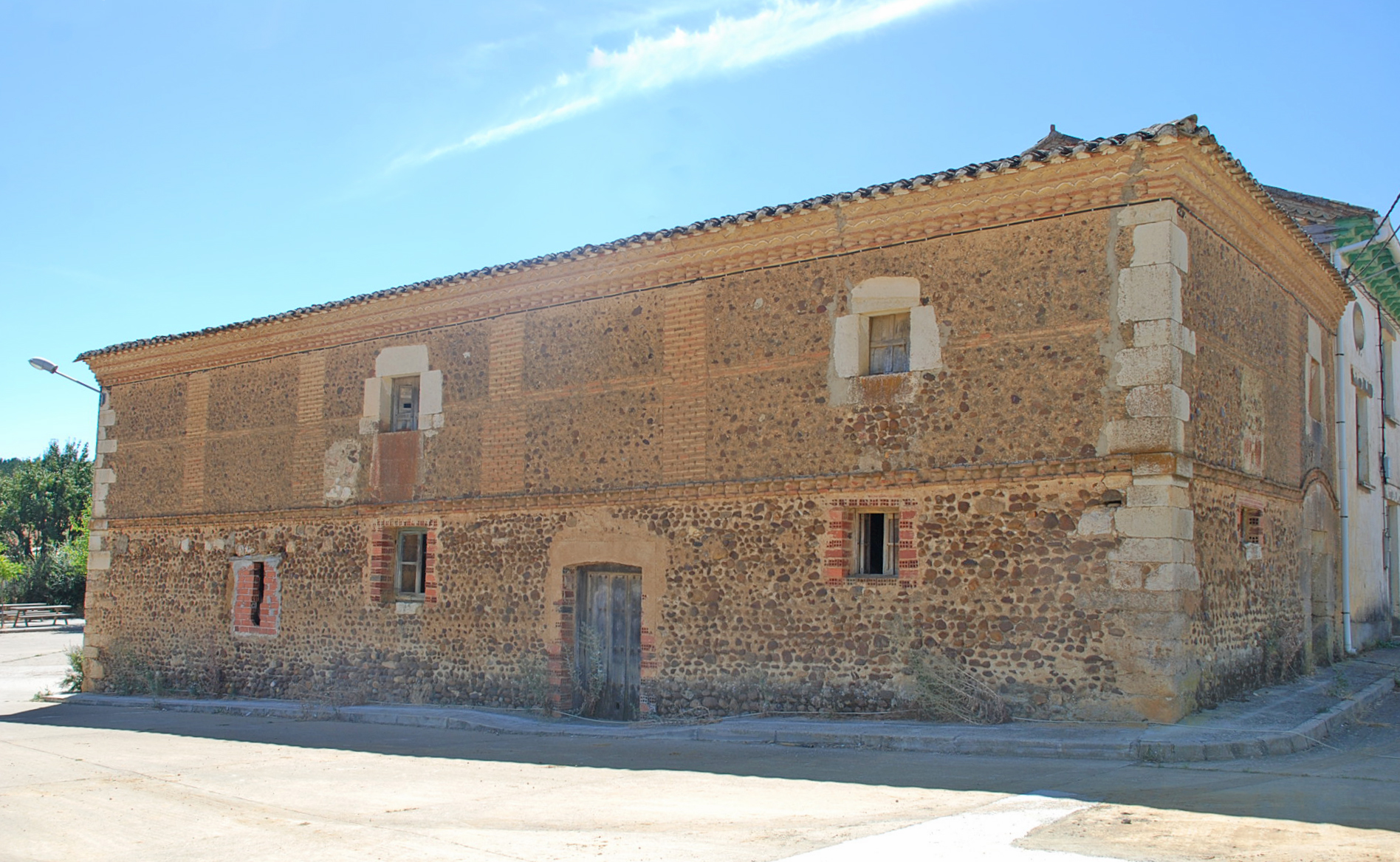
Casa solariega conocida como La Casona.

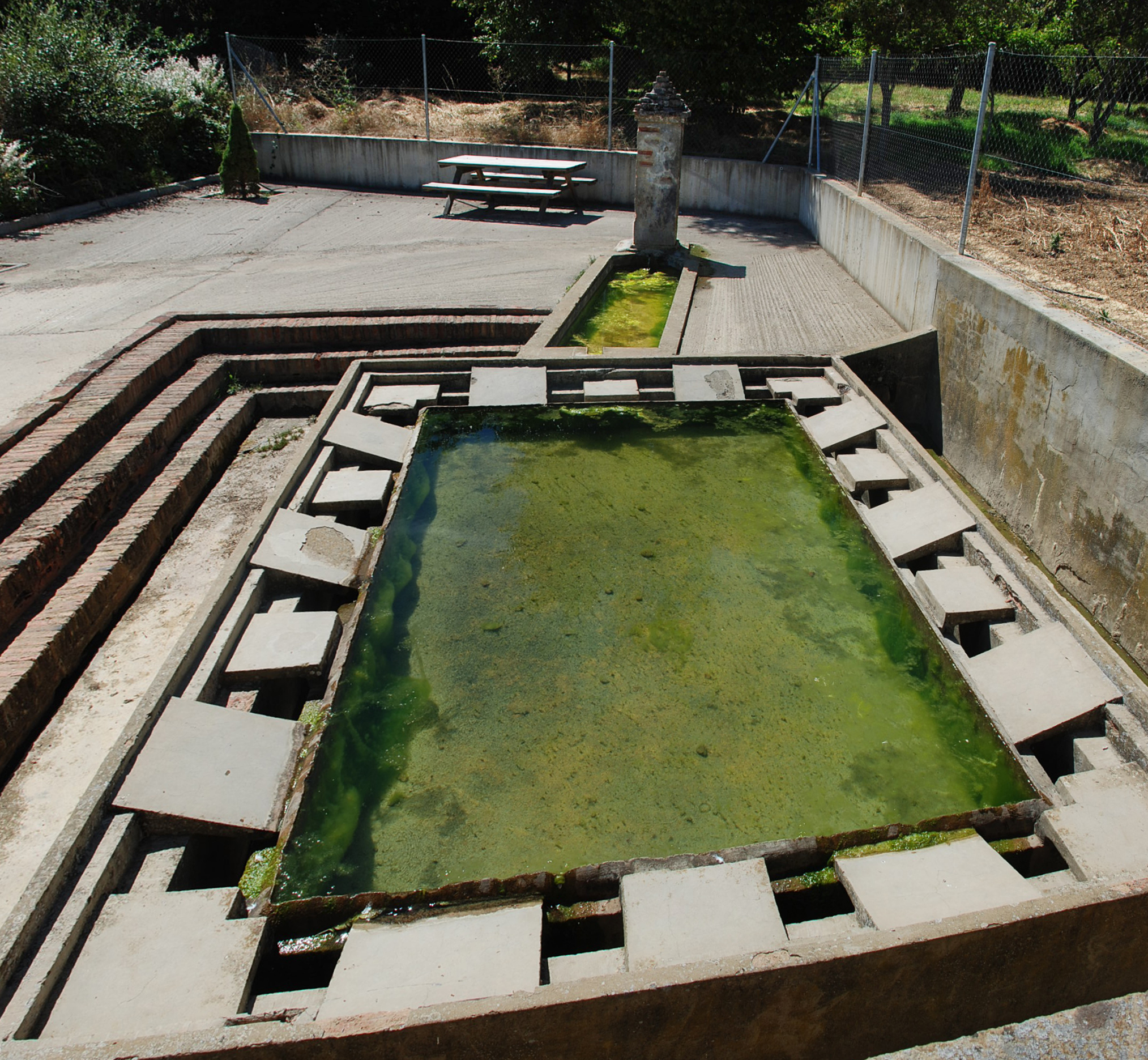
Lavadero.

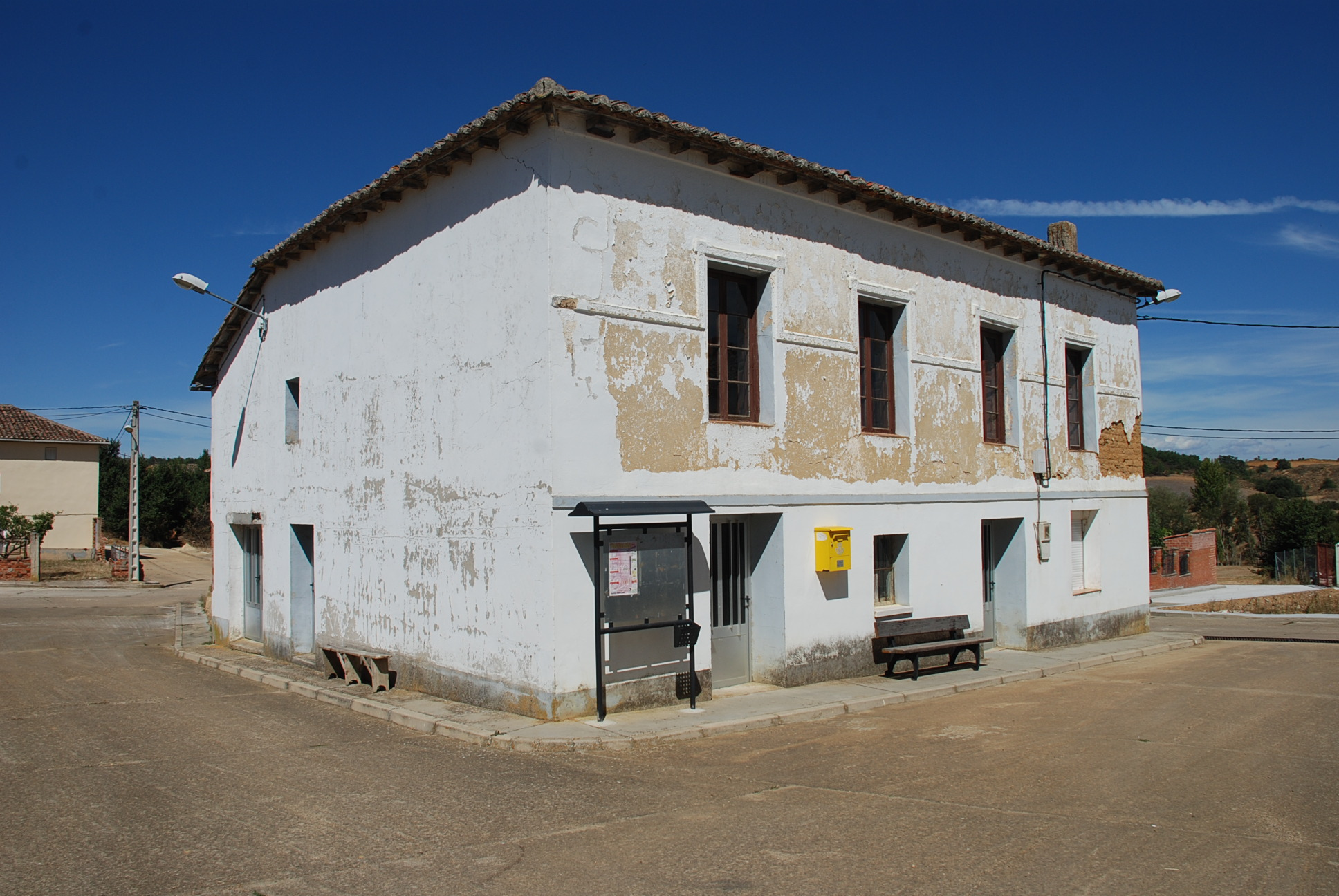
Ayuntamiento, centro médico y social de Valles de Valdavia.

Valles de Valdavia es una localidad de la provincia de Palencia (Castilla y León, España) que pertenece al municipio de Valderrábano.

## Geografía
Situada en la comarca de la Vega-Valdavia, con centro en Saldaña. A 3500 metros en la margen derecha del río Valdavia y sobre una de las laderas del arroyo de Valdecerezos, el casco urbano aparece rodeado por tierras de labor y algún huerto. 

## Demografía
Evolución de la población en el siglo XXI
| Gráfica de evolución demográfica de Valles de Valdavia entre 2000 y 2020 |
|                                                                          |
| Población de derecho (2000-2020) según el padrón municipal del INE       |

## Historia
A principios del siglo XIX así lo describía el palentino Sebastián Miñano: Junto a Renedo de Valdavia, escasea de aguas y su clima es desigual. Junto a este pueblo tiene uno de sus nacimientos el río Cieza, confina con los pueblos de Valderrábano , Villabasta y Arenillas de San Pelayo.
A la caída del Antiguo Régimen la localidad se constituye en municipio constitucional y que en el censo de 1842 contaba con 16 hogares y 83 vecinos, para posteriormente integrarse en Valderrábano.

## Patrimonio
- Iglesia de San Román: obra de mampostería y ladrillo, con torre de dos cuerpos a los pies, reformada en el siglo XIX, y entrada de medio punto, precedida de pórtico, en el lado de la Epístola. Consta de una nave dividida en cinco tramos cubiertos mediante bóvedas de arista.
- La Casona: ubicada en un extremo de la calle principal, tiene planta rectangular y presenta dos alturas. Los muros son de mampostería de cantos rodados en la planta baja, y de verdugadas de ladrillo con rellenos de cantos en la superior, ambos separadas por un friso de esquinillas. La sillería de piedra caliza blanca se reserva para el enmarcamiento de una puerta lateral, el de los pequeños vanos del segundo piso y el refuerzo de las esquinas. La casa se cubre con un gran tejado a cuatro aguas que descansa sobre una amplia cornisa de teja y ladrillos y alero de madera en un costado. Sólo se conserva un acceso original ya que gran parte del edificio es hoy un almacén y tiene adosada una vivienda más moderna. La puerta de esta entrada es adintelada y sobre ella dispone de un pequeño vano.

## Personalidades
- José Barcenilla y Mozo: bautizado en Valles de Valdavia el 19 de marzo de 1682, hidalgo. Consta en Padrones como Regidor en 1725 y 1726.

## Fiestas
- San Román, 22 de mayo. Misas (del patrón y de difuntos) y juegos tradicionales.